# Mac McClung
Matthew „Mac” McClung (ur. 6 stycznia 1999 w Gate City) – amerykański koszykarz, występujący na pozycji rozgrywającego, od 2023 zawodnik Osceola Magic.
W 2021 reprezentował Los Angeles Lakers podczas letniej ligi NBA w Las Vegas.
11 stycznia 2022 powrócił do składu South Bay Lakers. 9 kwietnia 2022 podpisał umowę z Los Angeles Lakers na występy w NBA oraz zespole G-League – South Bay Lakers. 14 lutego 2023 zawarł umowę z Philadelphia 76ers na grę zarówno w NBA, jak i zespole G-League – Delaware Blue Coats. 13 września 2023 został zawodnikiem Orlando Magic. 7 listopada 2023 dołączył do Osceola Magic.

## Osiągnięcia
Stan na 18 lutego 2024, na podstawie, o ile nie zaznaczono inaczej.
NCAA
- Uczestnik II rundy turnieju NCAA (2021)
- Najlepszy nowo przybyły zawodnik konferencji Big 12 (2021)
- Zaliczony do:
  - I składu:
    - najlepszych nowo przybyły zawodników konferencji Big 12 (2021)
    - najlepszych pierwszorocznych zawodników Big East (2019)

  - II składu Big 12 (2021)
  - składu honorable mention All-American (2021 przez Associated Press)
- Zawodnik tygodnia Big 12 (18.01.2021)
- Najlepszy pierwszoroczny zawodnik tygodnia Big East (23.12.2018, 11.02.2019)

NBA
- Zwycięzca konkursu wsadów NBA (2023, 2024)[9][10]
- Uczestnik turnieju drużynowego Jordan/Panini Rising Stars (2023, 2024 – Team Detlef)[11][12]

Drużynowe
- Mistrz G-League (2023)

Indywidualne
- Debiutant roku G-League (2022)
- Zaliczony do I składu debiutantów G-League (2022)
- Uczestnik meczu NBA G League Next Up Game (2023)